# Papirus Oxyrhynchus 69
Papirus Oxyrhynchus 69, oznaczany również P. Oxy. 69 – fragment greckiego rękopisu spisany na papirusie w formie zwoju majuskułą. Fragment jest skargą z powodu grabieży, nosi datę 21 listopada roku 190.
Fragment ma rozmiary 17,8 na 11,5 cm, został odkryty przez Grenfella i Hunta w 1897 roku w Oksyrynchos. Tekst fragmentu został opublikowany przez odkrywców w 1898. Fragment opisuje włamanie do domu. Fragment jest cytowany w pracach zajmujących się kryminologią. Cieszy się również zainteresowaniem ze strony filologów oraz egzegetów Nowego Testamentu dla wyjaśnienia zwrotu greckiego μενειν εν τη οικια.
Rękopis przechowywany jest w Instytucie Orientalnym (2061) należącym do Uniwersytetu w Chicago.